# Mora landskommun
Mora landskommun var en kommun i dåvarande Kopparbergs län (nu Dalarnas län).

## Administrativ historik
Kommunen bildades 1863 i Mora socken i Dalarna.
I landskommunen inrättades 6 oktober 1893 Morastrands municipalsamhälle som 1908 utbröts ur landskommunen som Morastrands köping.
Landskommunen och Morastrands köping uppgick 1959 i den nybildade Mora köping som 1971 ombildades till Mora kommun.

### Kyrklig tillhörighet
I kyrkligt hänseende tillhörde kommunen Mora församling.

## Kommunvapen
Blasonering: I rött fält en bild av Sankt Mikael och draken, allt av guld.
Vapnet antogs 1946.

## Geografi
Mora landskommun omfattade den 1 januari 1952 en areal av 1 526,60 km², varav 1 384,39 km² land.

## Politik

### Mandatfördelning i valen 1938-1954
| 16 |  | 13 |

| 30 |

| 17 | 13 |

| 29 |

|  | 14 |  | 8 | 6 |

| 25 | 5 |

|  | 17 | 10 | 8 |

| 33 |

|  | 17 | 7 | 8 | 3 |

| 32 |